# Mur Pokutników
Mur Pokutników – mur skalny w prawych zboczach Doliny Bolechowickiej we wsi Karniowice w gminie Zabierzów, w powiecie krakowskim, w województwie małopolskim. Pod względem geograficznym jest to teren Wyżyny Olkuskiej w obrębie Wyżyny Krakowsko-Częstochowskiej. Dolina Bolechowicka, wraz ze znajdującymi się w niej skałami, znajduje się w obrębie Rezerwatu przyrody Wąwóz Bolechowicki, dopuszczalne jest jednak uprawianie w niej wspinaczki.
Mur Pokutników ma długość około 70 m i znajduje się na terenie otwartym. Jego postrzępione skały opadają z północnego zachodu od turni Palec na południowy wschód, do Ostrej Turniczki. Paweł Haciski wyróżnia w nim następujące formacje skalne: Mur Pokutników, Filar Pokutników i Turnia Łazików (sąsiadująca z Ostrą Turniczką). Łącznie z wariantami jest w nim 50 dróg wspinaczkowych o trudności od IV do VI.6 w skali trudności Kurtyki i długości do 30 m:
- Mur Pokutników; 26 dróg o trudności od V do VI.6 i długości 20–30 m,
- Filar Pokutników; 15 dróg o trudności od IV do VI.5 i długości 20–25 m
- Turnia Łazików; 9 dróg o trudności od IV do VI.4 i długości 12–30 m[4].

Ściany wspinaczkowe mają wystawę południowo-wschodnią i wschodnią. Mur Pokutników wraz ze znajdującym się w lewych zboczach doliny Filarem Abazego tworzy Bramę Bolechowicką, będącą jednym z najbardziej imponujących skalnych widoków na Wyżynie Krakowsko-Częstochowskiej. Jest to także jeden z najbardziej popularnych rejonów wspinaczkowych. Drogi wspinaczkowe mają zamontowaną pełną asekurację, a wspinaczka odbywa się przy pomocy dolnej asekuracji, lub na wędkę. Dawniej wspinano się techniką hakową i na wędkę. W 1969 r. Ryszard Malczyk jako pierwszy przeszedł na wędkę Rysę Babińskiego (VI.2+, wysokość 25 m) w Filarze Pokutników, a w 1982 r. Wojciech Kurtyka przeszedł przy świadkach tę samą drogę bez asekuracji, co było sensacją na skalę europejską.
Nazwa formacji pochodzi od Pokutników – grupy wspinaczy z krakowskiej Sekcji Turystycznej AZS Kraków, którzy zainaugurowali wspinaczkę w Dolinie Bolechowickiej w 1925 r. Wspinali się we wszystkie niedziele i święta przez cały rok, nie zważając na upały, deszcz, mróz czy śnieg. Nazwę pokutników nadali im mieszkańcy wsi Bolechowice, którzy z podziwem, ale i z politowaniem patrzyli na mozolących się w ścianach wspinaczy. Wspinacze dzwoniący linami i sprzętem wspinaczkowym przypominali im duchy pokutujące za grzechy.
Dolną część północnej ściany Filaru Pokutników i Muru Pokutników przecina skośne, długie pęknięcie. Znajduje się w nim Jaskinia Krzywa.

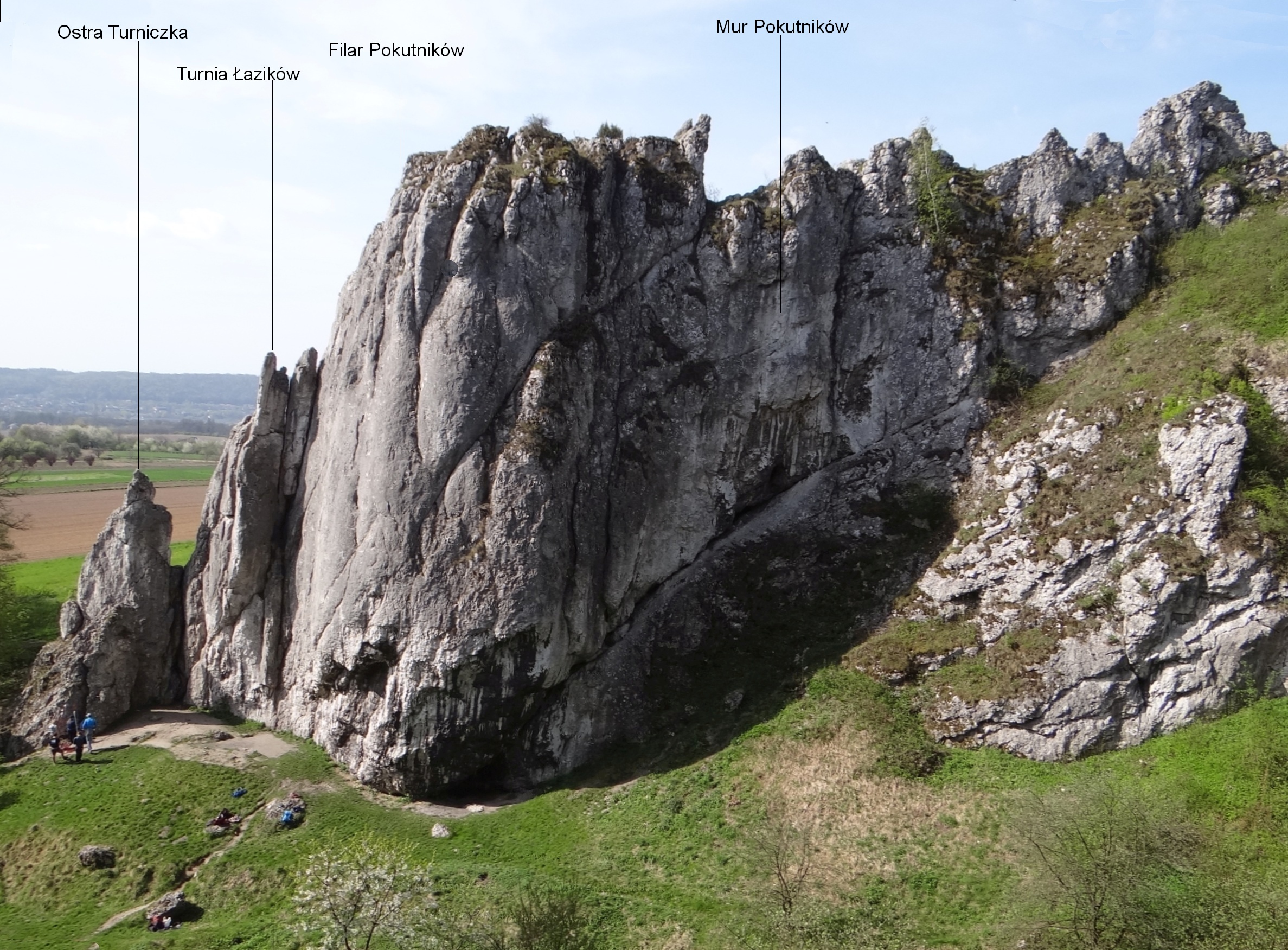
Opisane formacje skalne
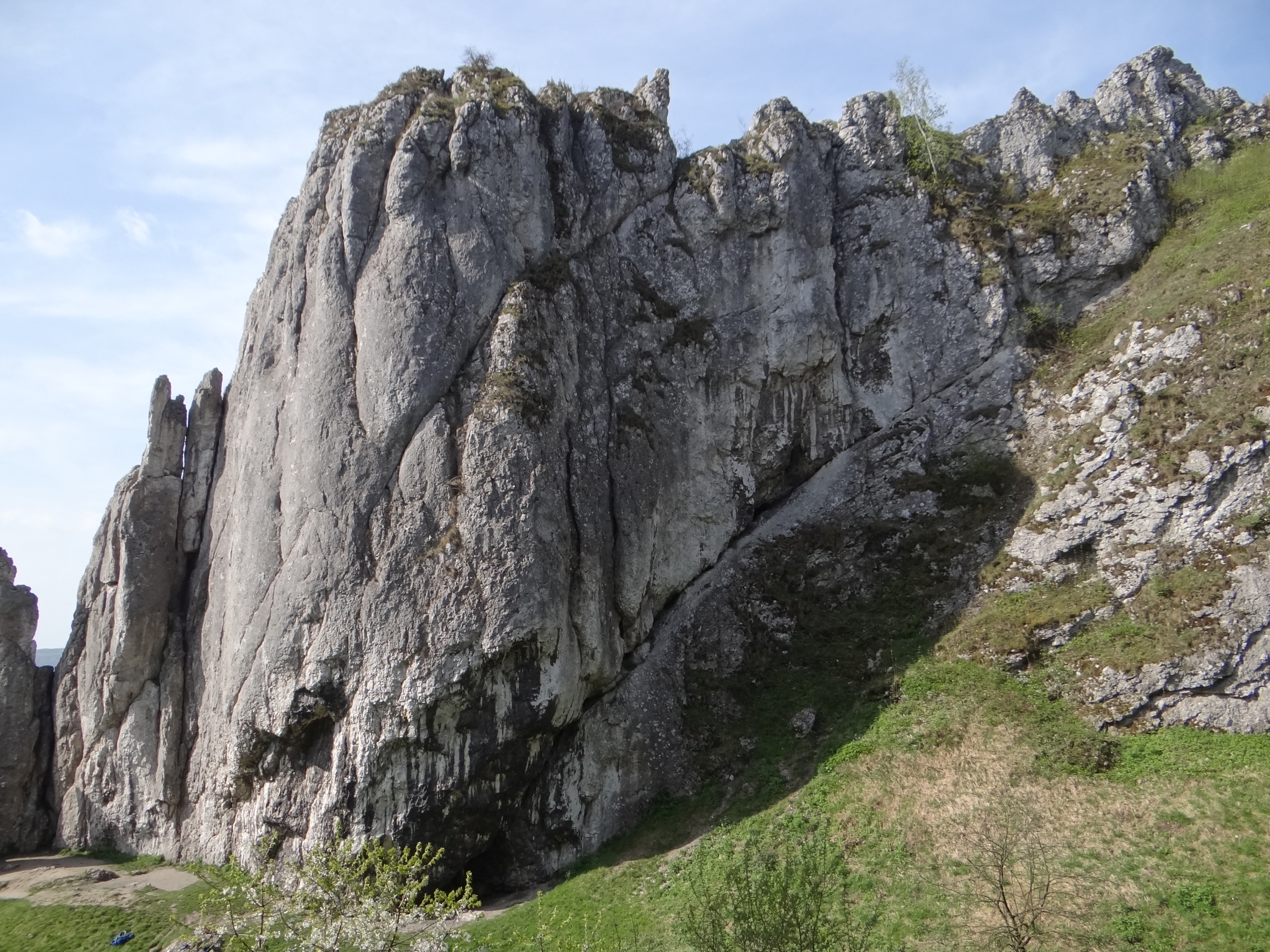
Turnia Łazików, Filar Pokutników i Mur Pokutników
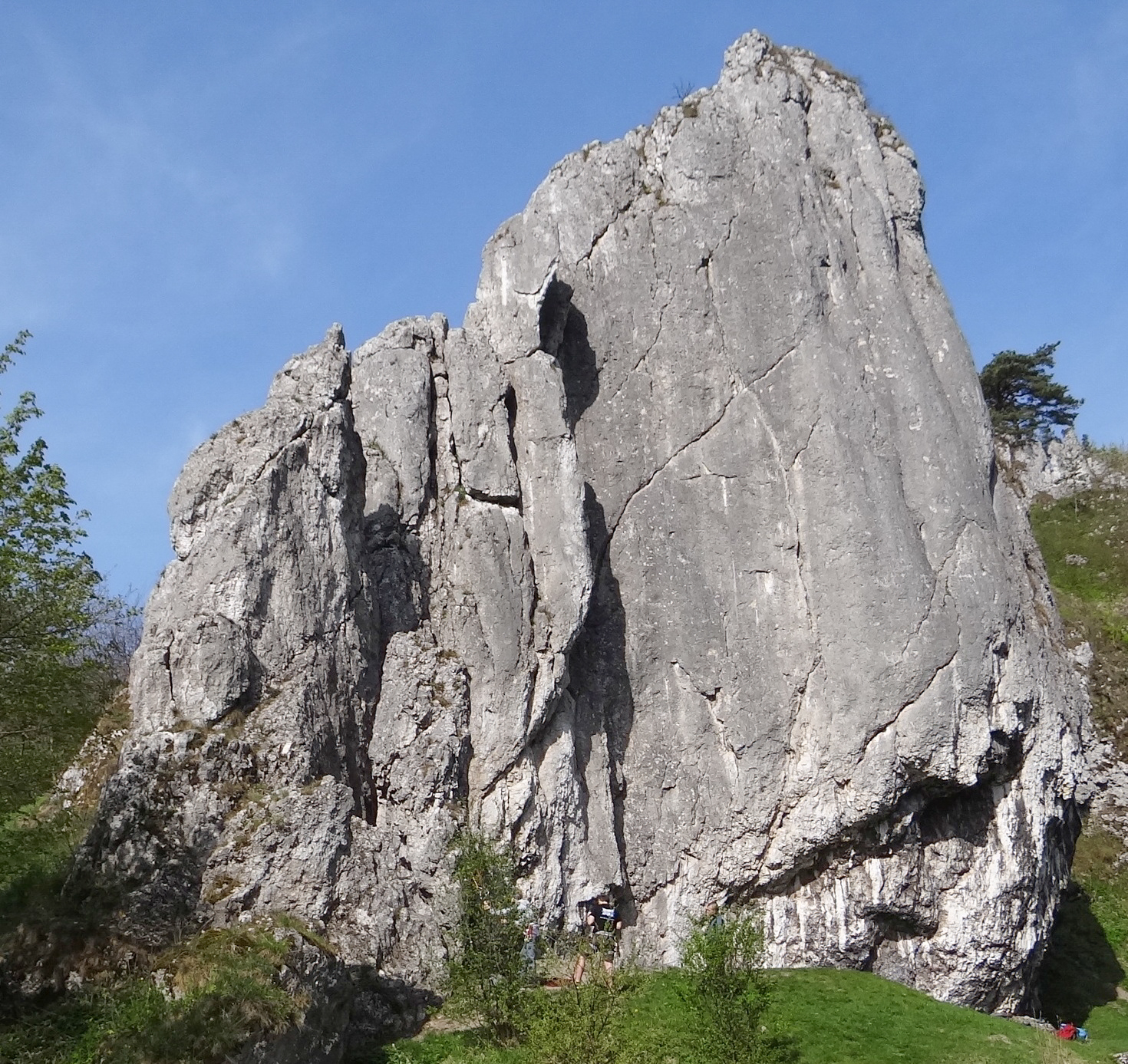
Ostra Turniczka, Turnia Łazików i Filar Pokutników
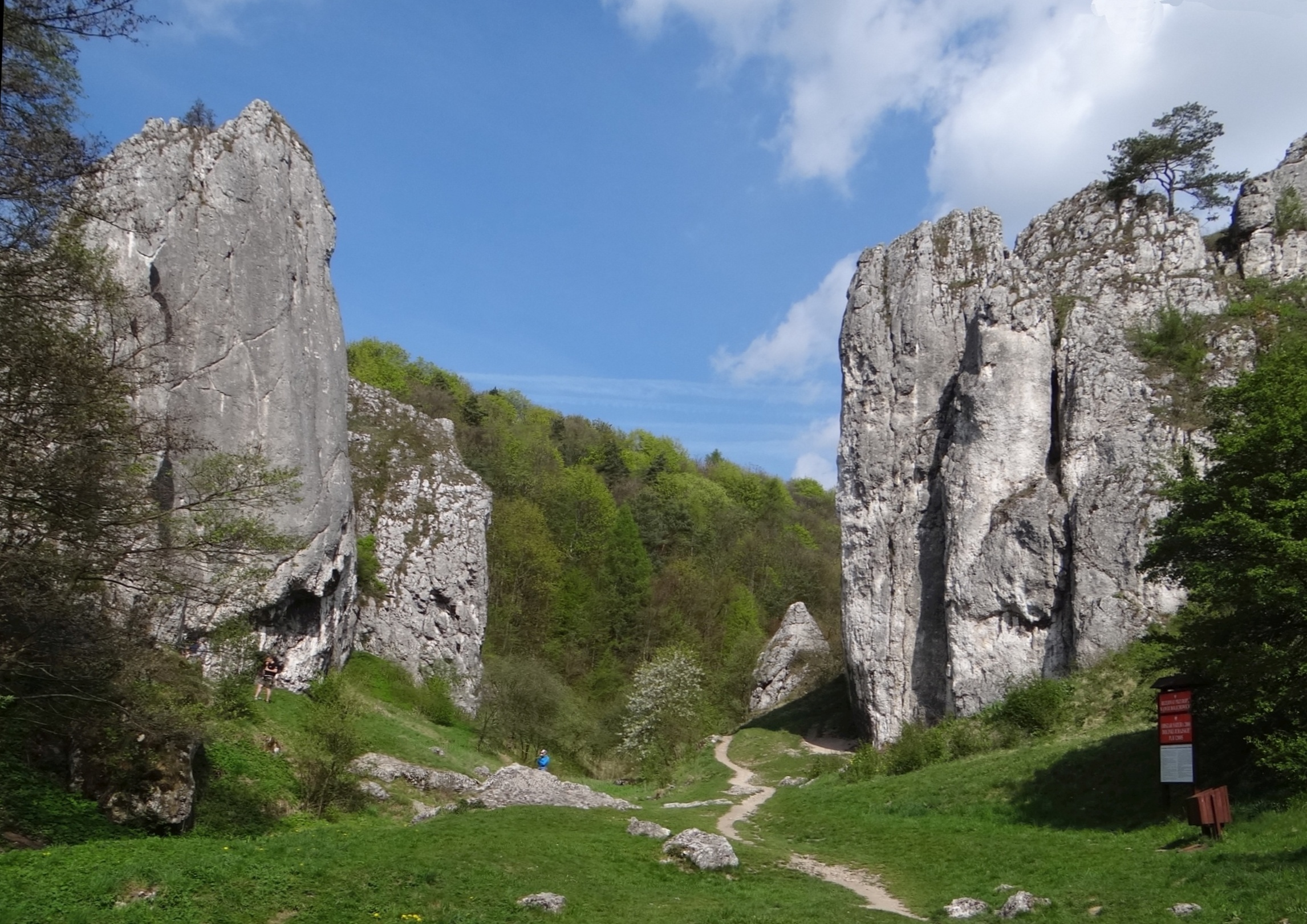
Brama Bolechowicka
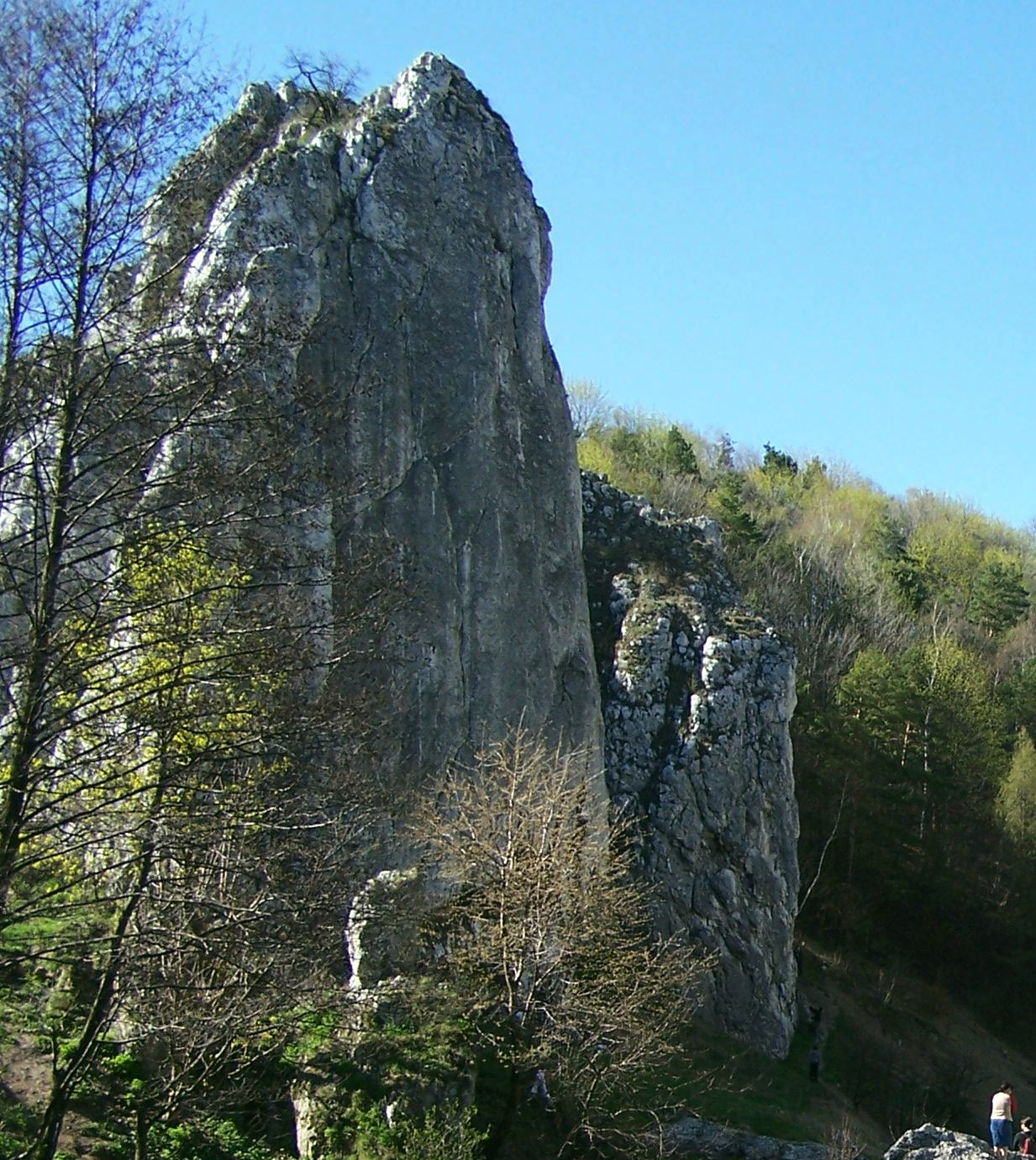
Filar Pokutników (po prawej Zamarła Turnia)
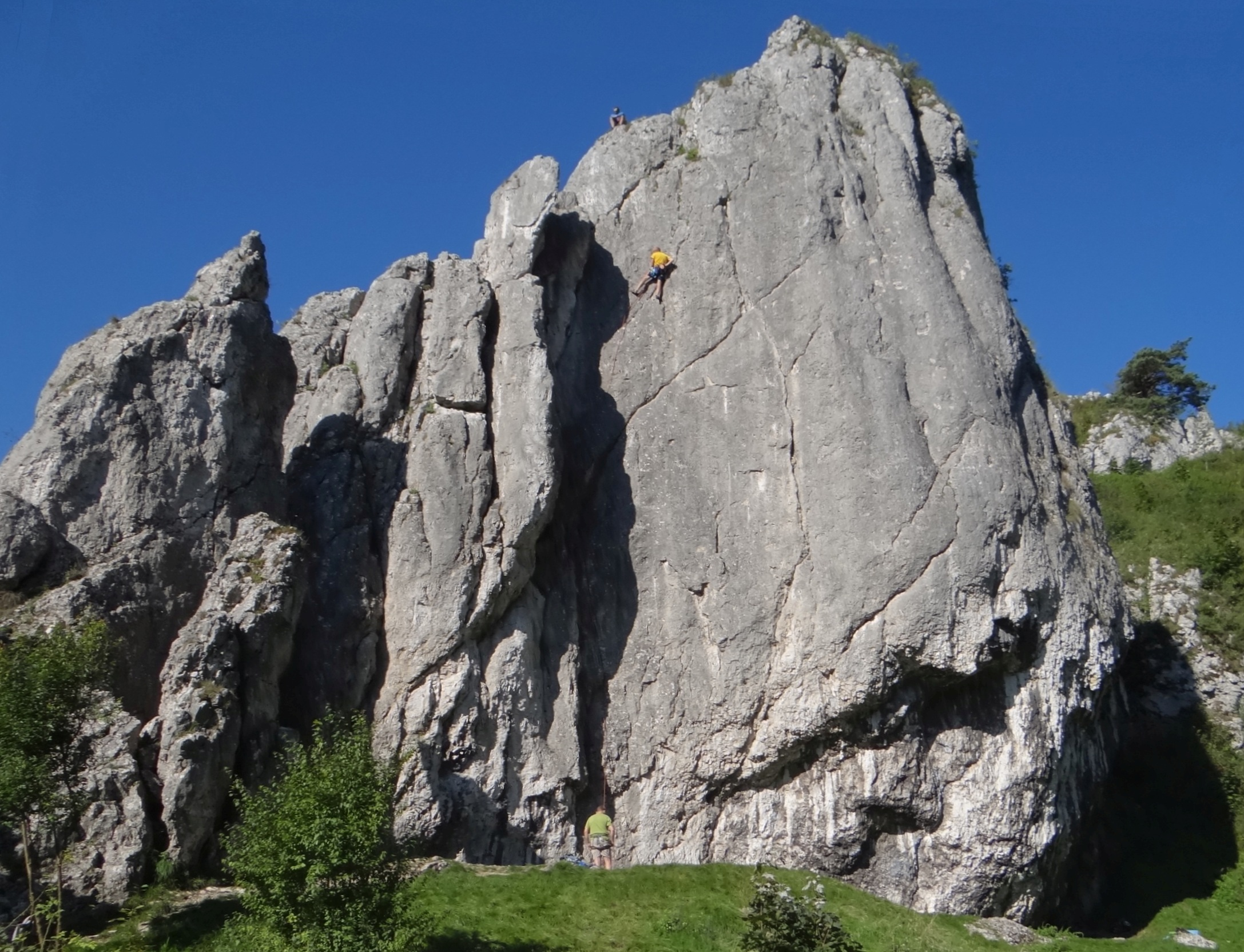
Wspinaczka na Murze Pokutników